# Bailag
În inginerie, un bailag este o bucată subțire de material, uneori conică sau în formă de pană, folosită pentru umplerea spațiilor și a golurilor dintre obiecte. Bailagurile sunt folosite in mod normal pentru compensarea toleranței, susținerea sau nivelarea unei suprafețe. Bailagurile sau materialele din care sunt realizate pot fi folosite și ca izolație electrică sau etanșări.

## Materiale din care se realizează bailagurile
Aria materialelor ce pot constitui materialul de bază pentru realizarea bailagurilor cuprinde următoarele: metal (titan, oțel inoxidabil, oțel carbon, alamă, nichel, aluminiu), compuși plastici, lemn sau piatră, în funcție de contextul în care sunt folosite.

## Clasificarea bailagurilor
În funcție de materialul de bază din care sunt realizate, bailagurile pentru compensarea toleranței se împart în următoarele categorii:

### Bailaguri metalice

#### Bailaguri laminate
În baza produselor semi-fabricate standardizate - panourile laminate alcătuite din straturi de folii metalice subțiri - se pot realiza o serie de produse variate, cum ar fi bailaguri pentru ajustarea motoarelor, a inelelor de rulmenți sau alte tipuri de bailaguri. Avantajul bailagurilor laminate este reprezentat de faptul ca grosimea dorită poate fi atinsă prin îndepartarea strat cu strat a foliilor metalice. În acest fel, timpul, costurile si munca mecanică pot fi reduse sau evitate in totalitate. Tehnologiile din acest domeniu permit realizarea la comandă a bailagurilor laminate, in concordanța cu specificările clientului.

#### Bailaguri solide
Bailagurile solide sunt realizate din plăci metalice si folii metalice sau din benzi de precizie. Aceste bailaguri sunt folosite, în special, in asamblarea componentelor sau a agregatelor. Diferența in utilizare dintre bailagurile laminate și cele solide este o chestiune de a avea sau nu o preferința pentru manipularea bailagurilor. Daca toleranța componentului este cunoscută doar aproximativ, atunci o serie de bailaguri sunt inserate treptat, pana cand grosimea necesară este atinsă.

#### Pachete de bailaguri
Un tip particular de bailaguri este reprezentat de pachetele de bailaguri - bailaguri de diferite grosimi si materiale, laminate in totalitate, îmbinate de-a lungul marginii sau stivuite lejer.
Ele reprezintă cel mai personalizat tip de bailaguri.

### Bailaguri din materiale plastice
Acest tip de bailaguri este realizat din materiale polimerice ce au forța structurală necesară pentru a suporta sarcini de compresiune și au alte proprietăți fizice precum: rezistență la temperatură, umiditate sau alte condiții ambiante, rezistentă la vibrații. Au aceeași arie de utilizare ca și bailagurile metalice, totuși, sunt folosite în condiții de greutăți mai ușoare și de temperaturi mai scăzute (spre exemplu, in condițiile unor temperaturi ce depășesc 100 °C, se preferă folosirea bailagurilor din aluminiu) și atunci când se dorește evitarea coroziunii între materiale diferite. Bailagurile din materiale plastice sunt codate în culori - există o culoare diferită pentru fiecare grosime - pentru o recunoaștere rapida a grosimii la momentul utilizării.

### Bailaguri din alte materiale
Pe langă bailagurile metalice si plastice, există si alte tipuri de bailaguri pentru compensarea toleranței, realizate din GFC sau ceramică. Acestea pot fi folosite in arii speciale de aplicații, unde sunt necesare parți foarte ușoare, fapt care se traduce intr-un preț foarte ridicat. În acest sens, o pentru a obține valoare tehnică, se recomandă folosirea aliajelor de Auminiu cu o rezistența ridicată la tracțiune sau Tiatniul.

## Tipuri de procedee folosite la realizarea bailagurilor
► Poansonare
► Poansonare CNC (ștanțare) și tehnologia laserului
► Tăierea cu jet de apă
► Aducerea la suprafața a detritușului
► Tăierea cu fir

## Exemple de folosire a bailagurilor
Exemple de utilizare a bailagurilor in cateva domenii de inginerie:

### Ingineria aerospatiala
Bailaguile au rol in umplerea spațiilor goale dintre componente și este folosit in feluri diferite.

### Ingineria automobilistica

Ajustarea diferenţelor de nivel la pompa cu motor electric

În acest domeniu,  bailagurile sunt de obicei folosite pentru ajustarea jocului dintre două parți. De exemplu, bailagurile sunt instalate sub tacheți pentru a regla jocul dintre aceasta și coada supapei. 

### Pompe
Bailagurile sunt folosite pentru ajustarea diferentelor de nivel.

### Țevarie
Bailagurile sunt folosite aici pentru a alinia țevile.

### Nivelarea rezervoarelor
La instalarea unui rezervor peste traductoare de sarcină electrica, este necesar ca suprafețele sa fie nivelate. În aces scop sunt folosite plăci subțiri de metal ( bailaguri).

### Motorizare si transmisie
Bailagurile se folosesc pentru a ajunge la distanța corecta dintre arborele motor, cutia motorului și componetele conectate ale sistemului de transmisie.

## Legături utile
Informații detaliate despre bailaguri în engleză